# Verkehrsgemeinschaft Landkreis Aurich
Die Verkehrsgemeinschaft Landkreis Aurich (VLA) war ein Zusammenschluss aus mehreren Busunternehmen, die den öffentlichen Personennahverkehr im Landkreis Aurich betrieben. Die VLA ist zum Jahreswechsel 2005/2006 durch den Verkehrsverbund Ems-Jade (VEJ) ersetzt worden.

## Eckdaten
Die VLA wurde im Jahr 1988 gegründet. Auf 44 Linien wurden etwa 1000 Kilometern Strecke bedient. Die in der VLA beteiligten Verkehrsbetriebe besaßen rund 100 Omnibusse, weitere Busverkehrsleistungen wurden zusätzlich angemietet. Jährlich wurden 9 Millionen Fahrgäste befördert.